# Sapajus
Sapajus — рід капуцинів, мавп із Нового Світу. Це лісові всеїдні тварини, які живуть групами.

## Морфологія
Це примати середнього розміру, вага самок — 2–3 кг, самців — 3–4 кг. Тіло струнке, передні і задні кінцівки приблизно однакової довжини. Пальці короткі, а великий палець протилежний, що робить цих приматів дуже спритними. Хвіст чіпкий, але не повністю розвинений чіпкий хвіст із безволосою ділянкою шкіри. Забарвлення хутра мінлива, тулуб зазвичай витриманий в коричневих або чорних тонах.